# Ostra Moghila, Sliven
Ostra Moghila (în bulgară Остра Могила) este un sat în comuna Kotel, regiunea Sliven,  Bulgaria. 

## Demografie
Componența etnică a satului Ostra Moghila
     Turci (98,01%)
     Bulgari (1,98%)
     Nicio identificare (0%)
     Altele (0%)
La recensământul din 2011, populația satului Ostra Moghila era de 151 locuitori. Din punct de vedere etnic, majoritatea locuitorilor (98,01%) erau turci, cu o minoritate de bulgari (1,98%). Pentru 0,0% din locuitori nu este cunoscută apartenența etnică.